# Ла-Мариния-Сентраль
Ла-Мариния-Сентраль (исп. La Mariña Central,  галис. A Mariña Central)  — район (комарка) в Испании, входит в провинцию Луго в составе автономного сообщества Галисия.

## Муниципалитеты
1. Альфос
2. Бурела
3. Фос
4. Лоренсана
5. Мондоньедо
6. Валье-де-Оро
7. Ороль